# Malaysia i olympiska sommarspelen 2004
Malaysia i olympiska sommarspelen 2004 bestod av 26 idrottare som blivit uttagna av Malaysias olympiska kommitté.

## Badminton
Herrsingel:
- Lee Chong Wei
  - Sextondelsfinal: Förlorade mot Ng Wei från Hongkong (15 - 3, 15 - 13)
  - Åttondelsfinal: Förlorade mot (2) Chen Hong från Kina (11 - 15, 15 - 3, 12 - 15)

- Muhammad Roslin Hashim
  - Sextondelsfinal: Förlorade mot (8) Soni Dwi Kuncoro från Indonesien (15 - 6, 9 - 15, 15 - 8)

- (3) Wong Choong Hann
  - Sextondelsfinal: Besegrade Przemyslaw Wacha från Polen (15 - 1, 15 - 5)
  - Åttondelsfinal: Förlorade mot Taufik Hidayat från Indonesien (15 - 11, 7 - 15, 9 - 15)

Herrdubbel:
- (4) Choong Tan Fook och Lee Wan Wah
  - Sextondelsfinal: Bye
  - Åttondelsfinal: Besegrade Pramote Teerawiwatana och Tesana Panvisvas från Thailand (15 - 10, 15 - 13)
  - Kvartsfinal: Förlorade mot Lee Dong-Soo och Yoo Yong-Sung från Sydkorea (15 - 11, 11 - 15. 9 - 15)

- Chan Chong Ming och Chew Choon Eng
  - Sextondelsfinal: Besegrade Theodoros Velkos och George Patis från Grekland (15 - 1, 15 - 4)
  - Åttondelsfinal: Förlorade mot (6) Zheng Bo och Sang Yang från Kina (11 - 15, 7 - 15)

Damdubbel:
- Chin Eei Hui och Wong Pei Tty
  - Sextondelsfinal: Besegrade Shizuka Yamamoto och Seiko Yamada från Japan (15 - 7, 15 - 9)
  - Åttondelsfinal: Förlorade mot (2) Huang Sui och Gao Ling från Kina (12 - 15, 8 - 15)

## Bågskytte
Damernas individuella:
- Mon Redee Sut Txi
  - Rankningsomgång: 626 poäng (32:a totalt)
  - Sextondelsfinal: Förlorade mot Natalia Bolotova från Ryssland (143 - 154)

## Cykling

### Bana
Herrarnas sprint:
- Josiah Ng
  - Kval: 10.515 s (11:e totalt, kvalificerad)
  - Åttondelsfinal: Förlorade mot Jose Villanueva från Spanien (0 - 1, 11.234 s)
  - Åttondelsfinal återkval: 11.006 s (1:a i heat 3, gick vidare till kvartsfinaler)
  - Kvartsfinal: Förlorade mot Ryan Bayley från Australien (0 - 1, 10.520 s)
  - Kvartsfinal återkval: 2:a i heat 2 (gick vidare till 9-12-klassificering)
  - Klassificering plats 9-12: 3:a i race (11:e totalt)

Herrarnas keirin:
- Josiah Ng
  - Första omgången: 5:a i heat 2 (gick vidare till återkval)
  - Första omgången återkval: 2:a i heat 2 (gick vidare till andra omgången)
  - Andra omgången: 2:a i heat 1 (kvalificerad)
  - Final: Nedflyttad (6:a totalt)

## Friidrott
Herrarnas 200 meter:
- Nazmizan Muhammad
  - Omgång 1: 21.24 s (7:a i heat 5, gick inte vidare, 45:a totalt)

Damernas 20 km gång:
- Yuan Yufang
  - 1:36:34 (35:a totalt)

## Gymnastik
Ng Shu Wai gick inte vidare till någon final.
Herrarnas mångkamp:
- Ng Shu Wai
  - Kval: 54.561 poäng (38:a totalt, gick inte vidare)
    - Fristående: 9.300 poäng (48:a totalt, gick inte vidare)
    - Bygelhäst: 9.250 poäng (46:a totalt, gick inte vidare)
    - Ringar: 9.162 poäng (60:a totalt, gick inte vidare)
    - Barr: 8.300 poäng (78:a totalt, gick inte vidare)
    - Räck: 9.225 poäng (55:a totalt, gick inte vidare)
    - Hopp: 9.412 poäng (endast ett hopp)

## Segling
Öppen
| Seglare              | Gren  | Lopp | Lopp | Lopp | Lopp | Lopp | Lopp | Lopp | Lopp | Lopp | Lopp | Lopp | Summerad poäng | Finalplacering |
| Seglare              | Gren  | 1    | 2    | 3    | 4    | 5    | 6    | 7    | 8    | 9    | 10   | M*   | Summerad poäng | Finalplacering |
| -------------------- | ----- | ---- | ---- | ---- | ---- | ---- | ---- | ---- | ---- | ---- | ---- | ---- | -------------- | -------------- |
| Kevin Lim Leong Keat | Laser | 23   | 21   | 33   | 17   | OCS  | 35   | 26   | 21   | 18   | 19   | 7    | 220            | 24             |

M = Medaljlopp; EL = Eliminerad – gick inte vidare till medaljloppet;

## Simhopp
Herrar
| Idrottare           | Gren | Kval   | Kval      | Semifinal        | Semifinal        | Final            | Final            |
| Idrottare           | Gren | Poäng  | Placering | Poäng            | Placering        | Poäng            | Placering        |
| ------------------- | ---- | ------ | --------- | ---------------- | ---------------- | ---------------- | ---------------- |
| Bryan Nickson Lomas | 10 m | 407,13 | 19        | Gick inte vidare | Gick inte vidare | Gick inte vidare | Gick inte vidare |

Damer
| Idrottare     | Gren | Kval   | Kval      | Semifinal        | Semifinal        | Final            | Final            |
| Idrottare     | Gren | Poäng  | Placering | Poäng            | Placering        | Poäng            | Placering        |
| ------------- | ---- | ------ | --------- | ---------------- | ---------------- | ---------------- | ---------------- |
| Gracie Junita | 3 m  | 223,44 | 27        | Gick inte vidare | Gick inte vidare | Gick inte vidare | Gick inte vidare |
| Leong Mun Yee | 3 m  | 227,67 | 26        | Gick inte vidare | Gick inte vidare | Gick inte vidare | Gick inte vidare |
| Leong Mun Yee | 10 m | 273,33 | 21        | Gick inte vidare | Gick inte vidare | Gick inte vidare | Gick inte vidare |

## Taekwondo
| Idrottare  | Gren            | Åttondelsfinaler       | Kvartsfinaler        | Semifinaer           | Återkval             | Bronsmatch           | Final                | Final            |
| Idrottare  | Gren            | Motståndare Resultat   | Motståndare Resultat | Motståndare Resultat | Motståndare Resultat | Motståndare Resultat | Motståndare Resultat | Placering        |
| ---------- | --------------- | ---------------------- | -------------------- | -------------------- | -------------------- | -------------------- | -------------------- | ---------------- |
| Elaine Teo | Damernas −49 kg | Carías (GUA) L 4–4 SUP | Gick inte vidare     | Gick inte vidare     | Gick inte vidare     | Gick inte vidare     | Gick inte vidare     | Gick inte vidare |